# 안인역
안인역(Anin station, 安仁驛)은 강원특별자치도 강릉시 강동면 안인리에 위치한 영동선의 철도역이다.
주된 업무는 역 근처의 한국남동발전 영동화력발전소에서 필요로 하는 석탄 및 석유화물 운송이며, 그 외에는 통과 열차의 교행을 맡는다. 강릉역은 화물 취급이 중지되어, 화물은 안인과 옥계에서 처리한다. 이 역부터 영주역까지 모두 지상 구간이다. 
강릉지역 무장공비 침투사건의 주 작전 구역이 이 역 인근이며, 남쪽 2.5km 지점 인근에 당시 침투한 잠수함을 전시하고 있다. 1960년대 철도 5개년 계획에 따라서 강릉지선이라는 이름으로 안인역과 강릉시 강동역 언별리를 연결하기 위하여 길이 9.0km의 철도를 부설하려고 하였으나 계획이 취소되기도 했다.

## 역명 유래
강릉의 7사당을 중심으로 동쪽이 되는데, 강릉의 동쪽이 편하다는 뜻으로 안인이라 한데서 비롯되었다.

## 역사
- 1962년 11월 6일 : 영업 개시[2]
- 1962년 11월 20일 : 역사 신축 준공
- 1977년 5월 16일 : 수소화물취급중지[3]
- 2005년 12월 15일 : 승차권 차내 취급 지정 및 철도승차권 단말기 철거
- 2008년 1월 1일 : 여객 취급 중지